# Mike Halmo
Michael "Mike" Halmo, född 15 maj 1991, är en kanadensisk professionell ishockeyspelare som tillhör NHL–organisationen New York Islanders och spelar för Bridgeport Sound Tigers i AHL. Han har tidigare spelat för Owen Sound Attack i OHL.
Halmo blev aldrig draftad av någon NHL–organisation.

## Statistik
| 2008–2009  | Owen Sound Attack       | OHL        | 62  | 5  | 3  | 8   | 90  | 4  | 0 | 1  | 1  | 2  |
| 2009–2010  | Owen Sound Attack       | OHL        | 60  | 11 | 18 | 29  | 121 | —  | — | —  | —  | —  |
| 2010–2011  | Owen Sound Attack       | OHL        | 59  | 20 | 23 | 43  | 121 | 26 | 6 | 14 | 20 | 42 |
| 2011–2012  | Owen Sound Attack       | OHL        | 66  | 40 | 45 | 85  | 162 | —  | — | —  | —  | —  |
|            | Bridgeport Sound Tigers | AHL        | 5   | 1  | 0  | 1   | 5   | —  | — | —  | —  | —  |
| 2012–2013  | Bridgeport Sound Tigers | AHL        | 46  | 5  | 9  | 14  | 46  | —  | — | —  | —  | —  |
| 2013–2014  | New York Islanders      | NHL        | 3   | 0  | 0  | 0   | 4   | —  | — | —  | —  | —  |
|            | Bridgeport Sound Tigers | AHL        | 54  | 17 | 21 | 38  | 123 | —  | — | —  | —  | —  |
| NHL totalt | NHL totalt              | NHL totalt | 3   | 0  | 0  | 0   | 4   | —  | — | —  | —  | —  |
| AHL totalt | AHL totalt              | AHL totalt | 105 | 23 | 30 | 53  | 174 | —  | — | —  | —  | —  |
| OHL totalt | OHL totalt              | OHL totalt | 247 | 76 | 89 | 165 | 494 | 30 | 6 | 15 | 21 | 44 |